# (92279) Bindiluca
(92279) Bindiluca est un astéroïde de la ceinture principale.

## Description
(92279) Bindiluca est un astéroïde de la ceinture principale. Il fut découvert le 22 février 2000 à San Marcello Pistoiese par Luciano Tesi. Il présente une orbite caractérisée par un demi-grand axe de 3,21 UA, une excentricité de 0,17 et une inclinaison de 17,1° par rapport à l'écliptique.
Il est nommé d'après le géologue Luca Bindi (en).